# Huy hiệu Utah

Huy hiệu Utah

Huy hiệu Utah được thông qua sử dụng vào ngày 3 tháng 4 năm 1896 tại phiên họp đầu tiên của hội đồng lập pháp Utah với tư cách một tiểu bang Hoa Kỳ (từ tháng 1 đến tháng 4 năm 1896). Huy hiệu Utah được thiết kế bởi Harry Edwards. Hình ảnh của huy hiệu Utah cũng được sử dụng trên lá cờ Utah.

## Các biểu tượng trên huy hiệu Utah
| Biểu tượng    | Ý nghĩa                     |
| chim đại bàng | loài chim quốc gia          |
| Industry      | câu khẩu hiệu của tiểu bang |
| tổ ong        | biểu tượng của tiểu bang    |
| 1896          | năm Utah gia nhập liên bang |
| 1847          | năm người Mormon đến Utah   |
| sego lily     | loài hoa của tiểu bang      |
| Cờ Mỹ         | chính phủ Mỹ                |